# Le Shah d'Iran : Un homme à abattre

Le Shah d'Iran : Un homme à abattre est un téléfilm documentaire français réalisé par Reynold Ismard et diffusé en 2004.

## Synopsis
Ce documentaire retrace le règne de Mohammad Reza Pahlavi dernier shah d'Iran qui régna pendant 37 ans du 16 septembre 1941 au 11 février 1979.

## Fiche technique
- Réalisation : Reynold Ismard
- Auteurs : Freidoune Sahebjam, André Annosse, Reynold Ismard
- Commentaire dit par Michel Roy
- Témoignages : Édouard Sablier, Vincent Meylan, Ardeshir Zahedi, Houchang Nahavandi et Dariush Homayoun
- Sociétés de production : Dargaud Marina, INA Entreprise, France 5
- Pays :  France
- Durée : 52 minutes
- Date de première diffusion :  4 décembre 2004 sur France 5